# NGC 6092
NGC 6092 – gwiazda podwójna znajdująca się w gwiazdozbiorze Korony Północnej. Zaobserwował ją Guillaume Bigourdan 11 maja 1885 roku i skatalogował jako obiekt typu „mgławicowego”. Baza SIMBAD jako NGC 6092 klasyfikuje galaktykę LEDA 57500 (PGC 57500).